# Скоарца (комуна)
Скоарца (рум. Scoarța) — комуна у повіті Горж в Румунії. До складу комуни входять такі села (дані про населення за 2002 рік):
- Бобу (798 осіб)
- Будієнь (762 особи)
- Кимпу-Маре (57 осіб)
- Колібаші (236 осіб)
- Копечоаса (542 особи)
- Лазурі (329 осіб)
- Лінтя (169 осіб)
- Могошань (270 осіб)
- Піштештій-дін-Дял (992 особи)
- Скоарца (685 осіб) — адміністративний центр комуни
- Черету-де-Копечоаса (206 осіб)

Комуна розташована на відстані 217 км на захід від Бухареста, 15 км на схід від Тиргу-Жіу, 81 км на північ від Крайови.

## Населення
За даними перепису населення 2002 року у комуні проживали 5046 осіб.
Національний склад населення комуни:
| Національність | Кількість осіб | Відсоток |
| -------------- | -------------- | -------- |
| румуни         | 4290           | 85,0%    |
| цигани         | 754            | 14,9%    |
| угорці         | 2              | < 0,1%   |

Рідною мовою назвали:
| Мова      | Кількість осіб | Відсоток |
| --------- | -------------- | -------- |
| румунська | 5044           | > 99,9%  |
| угорська  | 2              | < 0,1%   |

Склад населення комуни за віросповіданням:
| Релігія       | Кількість осіб | Відсоток |
| ------------- | -------------- | -------- |
| православні   | 5025           | 99,6%    |
| бретрени      | 10             | 0,2%     |
| баптисти      | 5              | 0,1%     |
| п'ятдесятники | 3              | 0,1%     |
| адвентисти    | 3              | 0,1%     |